# Rancho Viejo, Tlacoachistlahuaca
Rancho Viejo är en ort i Mexiko.   Den ligger i kommunen Tlacoachistlahuaca och delstaten Guerrero, i den sydöstra delen av landet, 280 km söder om huvudstaden Mexico City. Rancho Viejo ligger 862 meter över havet och antalet invånare är 1 087.
Terrängen runt Rancho Viejo är kuperad åt nordost, men åt sydväst är den bergig. Runt Rancho Viejo är det ganska tätbefolkat, med 54 invånare per kvadratkilometer. Närmaste större samhälle är La Soledad, 13,9 km söder om Rancho Viejo. I omgivningarna runt Rancho Viejo växer huvudsakligen savannskog.